# Gabriel Echávarri Fernández
Gabriel Echávarri Fernández (Alacant, 29 de desembre de 1970) és un advocat i polític valencià, diputat al Congrés dels Diputats en la X Legislatura i alcalde d'Alacant entre 2015 i 2018.
Va nàixer el 29 de desembre de 1970 al barri alacantí de Sant Blai i és fill de pare navarrès i mare asturiana. Es va llicenciar en Dret per la Universitat d'Alacant i en Ciències Polítiques i de la Administració per la Universitat Miguel Hernández. Ha exercit com a advocat entre 2003 i 2014 i com a professor associat de Dret Internacional Públic i Relacions Internacionals a la Universitat d'Alacant entre 2008 i 2011. Està casat i té dos xiquets.
Després del seu efímer pas per Unió Valenciana, l'any 2000 es va afiliar al PSOE i en les eleccions generals de 2011 va ser escollit diputat per la província d'Alacant. Durant el seu mandat va ser membre suplent de la Delegació espanyola en l'Assemblea Parlamentària de l'OTAN.
El 14 de juliol de 2012 va guanyar les eleccions internes per convertir-se en secretari general local del partit a Alacant i l'11 d'octubre de 2014 va guanyar les primàries per convertir-se en candidat del seu partit a l'alcaldia d'Alacant.
En les eleccions municipals de 2015 el seu partit va passar de 8 regidors a 6 però gràcies als vots de Guanyar Alacant-Acord Ciutadà, Ciutadans i Compromís va ser elegit alcalde. El 13 de juny de 2015 va ser elegit alcalde pel ple municipal d'Alacant i el 16 de juny va renunciar a la seua acta de diputat al Congrés per poder centrar-se en la seua labor municipal.
El 2017 fou citat a declarar en qualitat d'investigat per suposada prevaricació en l'anomenat cas Comerç, per suposat fraccionament de contractes. Els seus socis de govern Compromís i Guanyar Alacant, amb qui governava des de 2015, van demanar la seua dimissió i eixiren del govern. Echávarri va negar-se a dimitir i continuà com a alcalde d'Alacant amb el suport en minoria dels 6 regidors socialistes.
Va presentar formalment la seua dimissió a l'alcaldia el 9 d'abril de 2018 i fou substituït interinament per la també socialista Eva Montesinos. El 19 d'abril de 2018, el PP va recuperar l'alcaldia amb l'elecció de Luis Barcala com a nou alcalde amb el suport d'una regidora trànsfuga de Guanyar Alacant.